# Элементарный топос
Элемента́рный то́пос — категория, в некотором смысле похожая на категорию множеств, основной предмет изучения теории топосов. Средствами элементарных топосов может быть описана аксиоматика как самой теории множеств, так и альтернативных теорий и логик, например, интуиционистская логика.

## Определение
Элементарный топос — это декартово замкнутая конечно полная категория, в которой существует выделенный объект {\displaystyle \Omega }, называемый классификатором подобъектов, и мономорфизм в него из терминального объекта {\displaystyle T\colon 1\to \Omega }, называемый истиной (также обозначается {\displaystyle true}), такой что для любого мономорфизма {\displaystyle m\colon A\to B} существует единственный морфизм {\displaystyle \chi _{m}\colon B\to \Omega }, для которого диаграмма
является декартовым квадратом.
Иначе говоря, элементарный топос — это категория, имеющая терминальный объект и расслоённые произведения, а также экспоненциал {\displaystyle a^{b}} любых двух объектов {\displaystyle a} и {\displaystyle b} и классификатор подобъектов {\displaystyle \Omega }.

## Свойства
- Любой элементарный топос является конечно полным (по определению) и конечно кополным.

## Примеры
- Основным примером топоса, свойства которого послужили основой для общего определения, является топос множеств. В нём экспоненциал множеств {\displaystyle A} и {\displaystyle B} — это множество {\displaystyle A^{B}} отображений из {\displaystyle B} в {\displaystyle A}. Классификатор подобъектов — это множество {\displaystyle \Omega =\{0;1\}}, при этом {\displaystyle m} — естественное вложение {\displaystyle A} в {\displaystyle B}, а {\displaystyle \chi _{m}} — характеристическая функция подмножества {\displaystyle A} множества {\displaystyle B}, равная 1 на элементах {\displaystyle A} и 0 на элементах {\displaystyle A\backslash B}. Подобъекты {\displaystyle A} — это его подмножества.
- Категория конечных множеств также является топосом. Это типичный пример элементарного топоса, не являющегося топосом Гротендика.
- Для любой категории {\displaystyle C} категория функторов {\displaystyle \left[C,\mathbf {Set} \right]} является топосом Гротендика. Пределы и копределы функторов вычисляются поточечно. Для функторов {\displaystyle F,G} функтор морфизмов {\displaystyle [F,G]} даётся формулой

{\displaystyle [F,G](c)=\mathrm {Hom} (F(c),G(c))}
Из леммы Йонеды следует, что классификатор подобъектов {\displaystyle \Omega } на объекте {\displaystyle c\in C} равен множеству подфункторов представимого функтора {\displaystyle \mathrm {Hom} (c,\cdot )}.
- Категория пучков множеств на любом топологическом пространстве является топосом Гротендика. Если сопоставить пространству {\displaystyle X} его категорию открытых подмножеств, упорядоченных по вложению, {\displaystyle Ouv(X)}, то структура топоса на категории пучков описывается в точности так же, как в топосе {\displaystyle [Ouv(X),\mathbf {Set} ]}. Единственное отличие: {\displaystyle \Omega (c)} есть множество всех подпучков представимого пучка {\displaystyle \mathrm {Hom} _{Ouv(X)}(c,\cdot )}.
- Более общо, для любой категории {\displaystyle C} с заданной топологией Гротендика {\displaystyle \tau } категория {\displaystyle \tau }-пучков множеств является топосом Гротендика. Более того, любой топос Гротендика имеет такой вид.
- Вообще говоря, не любой топос Гротендика является категорией пучков на некотором топологическом пространстве. Например, топос пучков на топологическом пространстве всегда имеет точки, соответствующие точкам этого пространства, в то время как общий топос может не иметь ни одной точки. Аналогию между топосами и пространствами можно сделать точной, если в качестве пространств рассматривать локали, при этом категория топосов оказывается эквивалентна категории локалей. Неформально, локаль — это то, что остаётся от понятия топологического пространства, если забыть про точки и рассматривать лишь решётку его открытых подмножеств. Для топологических пространств нет разницы между взглядом на них как на пространства и как на локали. Однако, локаль не обязана соответствовать некоторому топологическому пространству. В частности, она не обязана иметь точки.